# Mi-Ki
Mi-Ki är en hundras från USA. Den avlades fram på 1980-talet då en uppfödare korsade shih tzu med papillon, malteser, yorkshireterrier och japanese chin. Syftet med aveln har varit att få fram en liten och lättskött sällskapshund som lämpade sig för äldre, funktionshindrade och trångbodda. Den ska vara vänlig mot främlingar och inte skällig. En rasklubb bildades i USA 1996 och den konkurrerande amerikanska kennelklubben United Kennel Club (UKC) erkände rasen 2016.